# Domènec Pallerola i Munné
Domènec Pallerola i Munné (Bellmunt d'Urgell, Noguera 1903 - Tolosa, França 14 de maig de 1993) fou un escriptor català, més conegut pel pseudònim de Domènec de Bellmunt.

## Biografia
Estudià Dret i col·laborà al diari La Veu de Catalunya amb vint-i-un anys. Més tard entrà a La Publicitat, on publicava les cròniques des de París, on s'exilià a causa de la dictadura de Primo de Rivera. Va tornar a Barcelona el 1928. L'any 1929 va fer de repòrter pel setmanari Mirador. Col·laborà també a D'Ací d'Allà, La Nau, L'Opinió i La Rambla, d'on va ser director. Durant la Segona República Espanyola, va dirigir La Campana de Gràcia; va ser cap de negociat de la Conselleria de Sanitat; i, a Madrid, exercí l'advocacia i fou secretari de Lluís Nicolau d'Olwer, mentre aquest fou ministre d'Economia.
Després de la guerra civil espanyola s'establí a Tolosa, on fundà i dirigí la revista Foc Nou. Fou membre d'honor de l'Associació d'Escriptors en Llengua Catalana. El 1950 es va doctorar en Dret amb una tesi sobre la violació del dret d'asil a França, arran de la detenció del President Lluís Companys. Els últims anys de la seva vida va seguir escrivint articles per al Diari de Lleida. El 1991 va rebre la Creu de Sant Jordi.

## Obres
- Històries d'emigrats (Recull de reportatges inèdits). Catalònia, Barcelona. 1926.
- Una ànima vençuda. Catalònia, Barcelona. 1927.
- Del Paral·lel a Montmartre. Catalònia, Barcelona. 1928.
- Les banyes del Tibidabo. Catalònia, Barcelona. 1928.
- Dos dies a manicomi de Sant Boi. Catalònia, Barcelona. 1929.
- L'organització internacional del treball. Editorial Políglota. 1930.
- Les catacumbes de Barcelona. Catalònia, Barcelona. 1930.
- Figures de Catalunya. Catalònia, Barcelona. 1933.
- La senyoreta desitja casar-se. Catalònia, Barcelona. 1933.
- L'àngel bohemi. Catalònia, Barcelona. 1935.
- La revolució i l'assistència social (1937)
- Digues-me que és amor (Confidències espirituals) (1938)
- Biografia de Lluís Companys[3] (1945)
- Causes de l'anticlericalisme espanyol (1967)
- Boires i candelers; novel·la de l'Urgell - Els primers records; narracions en prosa (1973)
- Cinquanta anys de periodisme català (1975)
- Anecdotari inèdit de cinquanta anys de periodisme català: (1920-1978). El Pilar d'Almenara, Barcelona. 1978.
- De Les Penelles a Castellserà: insurrectes contra bigotuts; aventures dels vailets de l'Urgell (1980)
- Vida i miracles del Pilar d'Almenara (1984)
- Teoria fluvial de l'humor català (1985)
- La Barcelona pecadora. Acontravent, Barcelona. 2009.
- En defensa de la democràcia i la llibertat.  Lleida: Fonoll, 2021. ISBN 978-84-124015-3-0.[4]